# Caldera de Yellowstone
La caldera de Yellowstone, también conocida como supervolcán de Yellowstone, es una caldera volcánica ubicada en el parque nacional de Yellowstone en Estados Unidos.  
La caldera mide aproximadamente 55 × 72 km y se encuentra en la esquina noroeste de Wyoming, donde se sitúa la mayor parte del parque.
La caldera se formó durante la última de las tres supererupciones que se produjeron a lo largo de los últimos 2,1 millones de años. Primero se produjo la erupción de Huckleberry Ridge hace 2 100 000 años, en la cual se creó la caldera de Island Park y la toba de Huckleberry Ridge. Luego, hace 1,3 millones de años, se produjo la erupción de Mesa Falls, que creó la caldera de Henry's Fork y la toba de Mesa Falls. Finalmente, hace 640 000 años, se produjo la erupción de Lava Creek que formó la caldera de Yellowstone y la toba de Lava Creek.

## Actividad volcánica
Yellowstone, un volcán reciente en la era geológica, se creó durante una supererupción que ocurrió hace 640 000 años. La caldera se encuentra sobre un punto caliente, donde la roca fundida caliente del manto sube hacia la superficie. Aunque en la actualidad el punto caliente de Yellowstone se encuentra debajo de la meseta de Yellowstone, anteriormente contribuyó en la creación de la planicie de Snake River oriental (al oeste de Yellowstone) mediante una serie de enormes erupciones volcánicas. Aunque el punto caliente pareciera  moverse a través del terreno en una dirección este-noreste, en realidad el punto caliente es mucho más profundo que el terreno y se mantiene estacionario; por lo que es la placa Norteamericana que se desplaza encima del punto caliente en dirección oeste-suroeste.

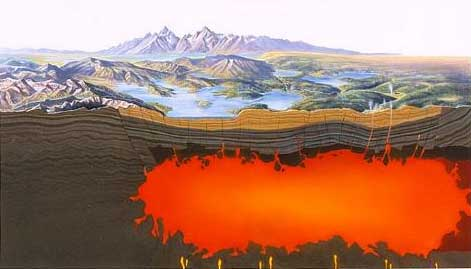
Esquema mostrando la ubicación de la cámara magmática bajo la caldera de Yellowstone.

Durante los últimos 18 millones de años el punto caliente de Yellowstone generó una sucesión de violentas erupciones e inundaciones basálticas. En conjunto, estas erupciones contribuyeron a la creación de la parte oriental de la planicie de Snake River y la conversión de un área montañosa en una planicie. Al menos una docena de estas erupciones fueron tan masivas que se clasifican como supererupciones. Las erupciones volcánicas a veces vacían el magma almacenado con tanta rapidez que hace que la tierra suprayacente se colapse en la cámara magmática vaciada, formando una depresión geográfica que se conoce como una caldera. Las calderas que se formaron a partir de supererupciones explosivas pueden ser tan grandes y profundas como lagos de mediano y gran tamaño, y pueden causar la desaparición de grandes extensiones de una cordillera.
Los vestigios más antiguos de la caldera se extienden en ambos lados de la frontera entre los estados de Nevada y Oregón cerca de McDermitt, aunque existen pilares de volcaniclásticos y fallas arqueadas que definen complejos de caldera de más de 60 km de diámetro en el Carmacks Group del suroeste-central de Yukon, Canadá, los cuales se formaron hace 70 millones de años por el punto caliente de Yellowstone. Progresivamente los restos de las calderas más recientes, en su mayoría agrupadas en varios campos volcánicos superpuestos, se extienden desde la frontera entre Nevada y Oregón a través de la planicie oriental del Snake River y terminan en la meseta de Yellowstone. Una de estas calderas, la caldera de Bruneau-Jarbidge en el sur de Idaho, se formó hace 10−12 millones de años, y el episodio dejó una capa de ceniza con una profundidad de 30 cm en el noreste de Nebraska a una distancia de 1600 km, y mató a grandes manadas de rinocerontes, camellos y otros animales hallados en el Parque Histórico Estatal de Ashfall Fossil Beds.  En los últimos 17 millones de años, se produjeron 142 o más erupciones formadoras de caldera generadas por el punto caliente de Yellowstone.

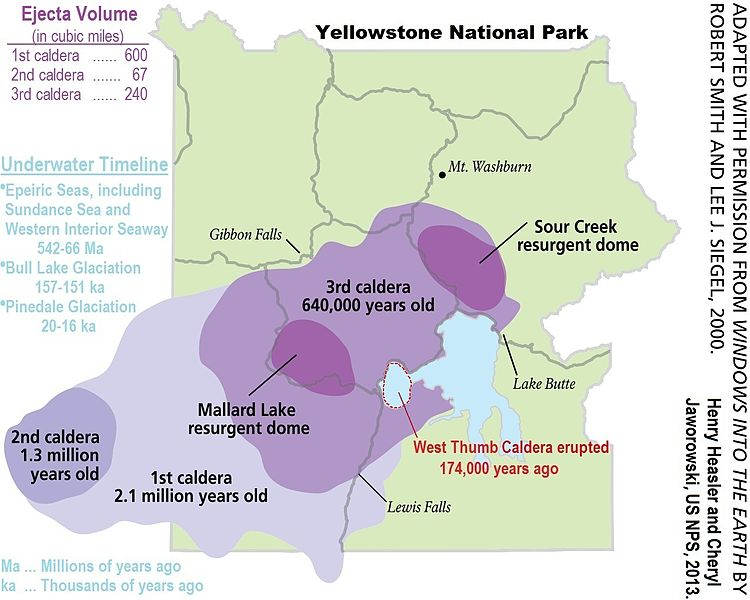
Yellowstone se encuentra encima de cuatro calderas superpuestas (EE. UU. NPS).

El término «supervolcán» ha sido utilizado para describir los campos volcánicos que producen erupciones volcánicas excepcionalmente grandes. Definido de esta manera, el supervolcán de Yellowstone es el campo volcánico que produjo las últimas tres supererupciones del punto caliente de Yellowstone; también produjo una erupción menor que creó West Thumb Lake hace 174 000 años. Las tres supererupciones ocurrieron hace 2,1 millones, 1,3 millones y 640 000 años, formando las calderas de Island Park, Henry's Fork, y Yellowstone respectivamente. La supererupción de la caldera de Island Park (hace 2 100 000 años), que produjo la toba de Huckleberry Ridge, fue la más grande y produjo 2500 veces más ceniza que la erupción del monte Santa Helena en 1980. La siguiente supererupción mayor formó la caldera de Yellowstone (hace 640 000 años) y produjo la toba de Lava Creek.  La supererupción de la caldera de Henry's Fork (hace 1 200 000 años), la más pequeña de las tres, produjo la toba de Mesa Falls y es la única caldera de la planicie de Snake River-Yellowstone que queda claramente visible en la actualidad.
Desde la última supererupción se produjeron también erupciones explosivas menos violentas, así como erupciones no explosivas de lava, dentro y cerca de la caldera de Yellowstone. El flujo de lava más reciente ocurrió hace unos 70 000 años, y una erupción violenta excavó el West Thumb Lake al oeste de Yellowstone hace alrededor de 150 000 años. También se produjeron explosiones de vapor; hace 13 800 años una explosión de vapor creó un cráter con un diámetro de 5 km en Mary Bay, al borde del lago Yellowstone, que se encuentra en el centro de la caldera. En la actualidad, la actividad volcánica se exhibe a través de numerosos respiraderos geotérmicos distribuidos en toda la región, incluyendo el famoso Old Faithful, así como el hinchazón del suelo que indica un proceso de inflación continua de la cámara magmática subyacente.
Las erupciones volcánicas, así como la continua actividad geotérmica, son el resultado de una gran bolsada de magma situada bajo la superficie de la caldera. El magma en esta cámara contiene gases que se mantienen disueltos solo por la inmensa presión del magma. Si, por algún cambio geológico, la presión se libera en alguna medida, una parte de las burbujas de los gases disueltos lograrán formarse, lo que resultaría en la expansión del magma. Esto podría causar una reacción descontrolada y puede resultar es una violenta explosión de gas si dicha expansión genere una mayor liberación de presión, por ejemplo al soplar material de la corteza de la parte superior de la cámara magmática. De acuerdo con el análisis de los datos del terremoto de 2013, la cámara magmática tiene una longitud de 80 km y una anchura de 20 km, y tiene la forma de una esponja de 4000 km³, de los que el 6,08 % corresponde a roca fundida.

### Sismos

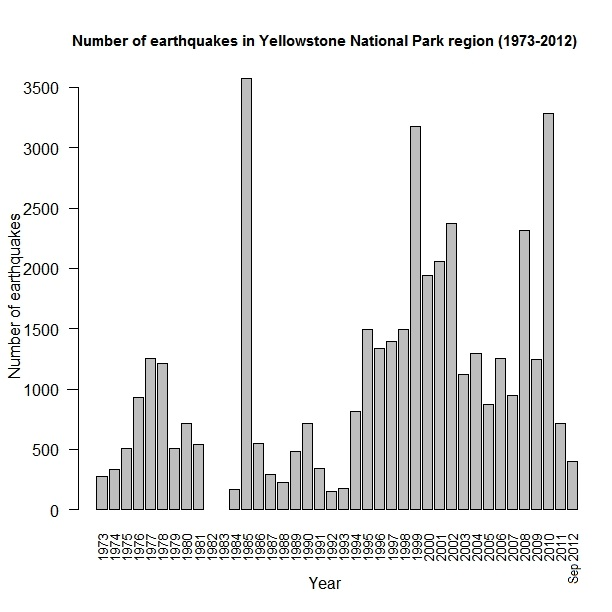
Número de sismos en la región del parque nacional de Yellowstone (1973 - 29 de septiembre de 2012)

Debido a la naturaleza volcánica y tectónica de la región, la caldera de Yellowstone experimenta entre 1000 y 2000 temblores medibles por año. La mayoría de ellos son sismos menores con una magnitud de menos de 3 MW.  De vez en cuando se registra un gran número de temblores en un período relativamente corto, un evento conocido como un enjambre sísmico. En 1985, se registraron más de 3000 temblores durante un periodo de algunos meses, y entre 1983 y 2008 se detectaron más de 70 enjambres pequeños.  El USGS señala que estos enjambres podrían ser causados por deslizamientos en fallas existentes, en vez de movimientos del magma o de fluidos hidrotermales.
En diciembre de 2008 continuando en enero de 2009, se registraron más de 500 sismos, con una magnitud máxima de 3,9 MW, bajo el extremo noroeste del lago Yellowstone en un lapso de siete días. El enjambre más reciente comenzó en enero de 2010 después del terremoto de Haití y terminó antes del terremoto de Chile. Con un total de 1620 pequeños sismos que se produjeron entre el 17 de enero y 1 de febrero de 2010, este enjambre fue el segundo más grande jamás registrado en la caldera de Yellowstone. El mayor de estos sismos tenía una magnitud de 3,8 y se produjo el 21 de enero de 2010 a las 23:16 MST. Este enjambre se redujo al nivel de fondo el 21 de febrero.

### Riesgo volcánico

Diagrama de la caldera de Yellowstone.

La última gran erupción del supervolcán de Yellowstone, la erupción de Lava Creek que ocurrió hace unos 640 000 años,  expulsó aproximadamente 1000 km³ de roca, polvo y ceniza volcánica. 
Desde 1923 los geólogos están vigilando de cerca el ascenso y la caída de la meseta de Yellowstone —en promedio 1,5 cm por año— como una indicación de los cambios en la presión de la cámara de magma.
Entre 2004 y 2008 se registró un movimiento ascendente del piso de la caldera de Yellowstone de casi 7,6 cm por año, es decir más de tres veces mayor que lo anteriormente observado desde el inicio de estas medidas en 1923. Desde el verano de 2004 hasta el verano de 2008, la superficie de la tierra en la caldera subió hasta 20 cm en la estación de GPS de White Lake.  A finales de 2009, el proceso de levantamiento había disminuido considerablemente. En enero de 2010, el USGS indicó que «el levantamiento de la caldera de Yellowstone se ha desacelerado significativamente» y que el levantamiento estaba continuando, pero a un ritmo más lento. Los científicos del Servicio Geológico de EE. UU., la Universidad de Utah, el Servicio Nacional de Parques y el Observatorio Vulcanológico de Yellowstone declararon que «no ven ninguna evidencia de que otra erupción cataclísmica se producirá en Yellowstone en un futuro previsible. Intervalos de recurrencia de estos eventos no son ni regulares ni predecibles».
De acuerdo con un estudio de National Geographic, es probable que la siguiente gran erupción en Yellowstone se produzca en una de las tres zonas de fallas paralelas que corren en una dirección norte/noroeste a través del parque. Dos de estas áreas produjeron flujos de lava importantes durante la última vez que el supervolcán estuvo activo —hace 174 000−70 000 años— mientras que en el tercero se produjo la mayor frecuencia de temblores en los últimos años.

### Riesgo de explosión hidrotermal

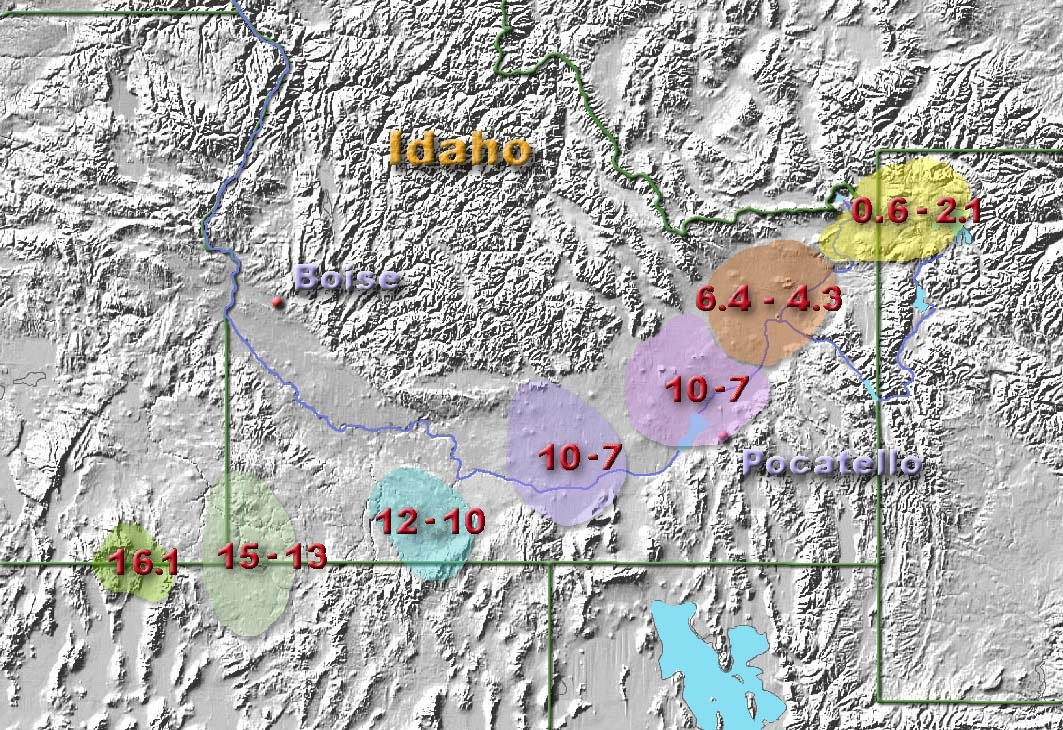
Trayectoria del punto caliente de Yellowstone en los últimos 16 millones de años.

Los estudios y análisis pueden indicar que el mayor riesgo emane de la actividad hidrotermal, la cual se produce independientemente de la actividad volcánica. En los últimos 14 000 años las explosiones hidrotermales produjeron más de 20 grandes cráteres, resultando en accidentes geográficos tales como Mary Bay, Turbid Lake, y Indian Pond que se formó por una explosión en 1300 a. C.
Lisa Morgan, investigadora del USGS, exploró esta amenaza en un informe de 2003, y postula que un terremoto puede haber desplazado más de 2 200 000 m3 de agua en el lago Yellowstone, creando olas colosales que desatascaron un sistema geotérmico tapado, lo que resultó en la explosión hidrotermal que formó María Bay.
Otros estudios muestran que terremotos que se producen a grandes distancias pueden tener efectos en Yellowstone; por ejemplo, el terremoto de Landers de 1992 de 7,3 MW que ocurrió a una distancia de 1300 km en el desierto de Mojave en California desencadenó un enjambre de sismos en Yellowstone, y el terremoto de Denali de 2002, con una magnitud de 7,9 MW, que ocurrió en Alaska a una distancia de 3200 km, cambió la actividad de muchos géiseres y aguas termales de Yellowstone durante varios meses.
El jefe del Observatorio Vulcanológico de Yellowstone, Jake Lowenstern, propuso mejorar y ampliar el monitoreo ya que el Servicio Geológico de EE. UU. clasifica Yellowstone como un sistema de «alto riesgo».
El 23 de julio de 2024 se produjo una explosión hidrotermal en Biscuit Basin, fue filmada por turistas que presenciaron el suceso. 

### Origen del punto caliente de Yellowstone
No existe consenso sobre el origen del punto caliente de Yellowstone. Algunos geólogos postulan que se formó por la interacción entre las condiciones locales en la litosfera y la convección del manto superior.  Otros sugieren que tiene su origen en el manto profundo (pluma mantélica). Esta controversia se debe en parte a la aparición relativamente repentina del punto caliente en el registro geológico. Además, los flujos de basalto de Columbia aparecieron en la misma época, provocando especulaciones sobre su origen.